# Херпучинское сельское поселение
Херпучинское се́льское поселе́ние — муниципальное образование в районе имени Полины Осипенко Хабаровского края Российской Федерации. Образовано в 2004 году.
Административный центр — посёлок Херпучи.

## Население
| 2010 | 2011  | 2012  | 2013  | 2014  | 2015  | 2016 |
| ---- | ----- | ----- | ----- | ----- | ----- | ---- |
| 1200 | ↘1199 | ↘1160 | ↘1106 | ↘1044 | ↘1004 | ↘956 |
| 2017 | 2018  | 2019  | 2020  | 2021  |       |      |
| ↘937 | ↘903  | ↘864  | ↘824  | ↘765  |       |      |

## Населённые пункты
В состав поселения входят 3 населённых пункта:
| № | Населённый пункт | Тип     | Население |
| - | ---------------- | ------- | --------- |
| 1 | Князево          | село    | ↘11       |
| 2 | Оглонги          | село    | ↘345      |
| 3 | Херпучи          | посёлок | ↘409      |